# 李楠 (滑雪运动员)
李楠（1992年3月3日—），女，中國自由式滑雪運動員，主攻雪上技巧項目。

## 生平
李楠来自于吉林省长春市。2000年，开始接触滑雪运动。2008年，从空中技巧转攻雪上技巧项目，此后代表国家参加2011年亚洲冬季运动会女子雪上技巧比赛，获得第五名。2016年，在中华人民共和国第十二届冬季运动会上夺得自由式滑雪雪上技巧赛亚军。2016年，在中华人民共和国第十三届冬季运动会上再夺自由式滑雪雪上技巧项目亚军。

## 外部連結
- FIS Ski （页面存档备份，存于）